# Scoutdistrikt
Scoutdistrikt är en nivå i en scoutorganisations uppbyggnad och struktur. Ett scoutdistrikt sträcker sig över ett område med ett antal scoutkårer. Inom ett scoutdistrikt samarbetar kårerna med mycket som till exempel kurser och läger. Varje scoutkår måste ingå i ett scoutdistrikt. Scoutdistriktet leds av en styrelse som väljs på den årliga distriktsstämman. Dit har varje scoutkår rätt att skicka ett antal delegater, antalet bestäms av hur stor scoutkåren är i antal medlemmar. På distriktsstämman beslutas vad som ska hända i distriktet fram till nästa distriktsstämma. På stämman väljer man också ett antal personer som ska representera distriktet på förbundsstämman. Alla scoutdistrikt är knutna till ett av de fem scoutförbunden.
Scoutdistriktet är den andra större instansen inom scoutingen. Nästa instans är scoutförbund.